# Tinaco
Tinaco – miasto w Wenezueli, w stanie Cojedes, siedziba gminy Tinaco.
Według danych szacunkowych na rok 2011 liczyło 28 790 mieszkańców..